# Guadalete
Guadalete je řeka v jižním Španělsku, dlouhá 157 km. Pramení v pohoří Sierra de Grazalema a vlévá se do Cádizského zálivu ve městě El Puerto de Santa María. Nejvýznamnějšími přítoky jsou Majaceite a Guadalporcún. Na řece se nacházejí přehrady Embalse de Zahara a Embalse de Bornos. Její vod je silně kontaminována chemikáliemi používanými v zemědělství a odpadními vodami zejména z cukrovaru ve městě El Portal, od osmdesátých let 20. století proto funguje projekt na její vyčištění. Guadalete protéká městem Jerez de la Frontera, kde ji překlenuje památkově chráněný most Puente de la Cartuja. Řeka se často rozvodňuje, k nejhorším povodním došlo v letech 1881, 1996 a 2010. Typickými rybami jsou liza, sekavec a parma. V červenci roku 711 se zde odehrála bitva na řece Guadalete, v níž maurský vojevůdce Tárik ibn Zijád porazil krále Vizigótů Rodericha. Později tvořila hranici mezi křesťanskými a muslimskými oblastmi a byla nazývána Řeka mrtvých. Pojmenování Guadalete vzniklo spojením arabského výrazu pro řeku wádí a názvem mytologické řeky zapomnění Léthé.